# 休奇耶湖
55°44′27″N 32°08′31″E / 55.7408°N 32.1419°E
休奇耶湖（俄语：Щучье），是俄羅斯的湖泊，位於該國西部斯摩棱斯克州，由傑米多夫斯基區負責管轄，長14公里、寬2公里，面積10.8平方公里，海拔高度177米，平均水深4.7米，最大水深12米。